# Ctags
ctags je unixová utilita používaná programátory pro vytvoření souboru značek v aktuálním adresáři pro pozdější použití textovými editory jako je Vim nebo Emacs.
Příkaz ctags vytvoří soubor tags, do kterého zapíše v čitelném formátu tag a regulární výraz, na který se tento tag odkazuje. V editoru je potom možné vyvoláním funkce pro příslušné funkce v dokumentu snadno přejít na místo vyznačené regulárním výrazem patřícím k tagu.